# Johann Christian von Mannlich

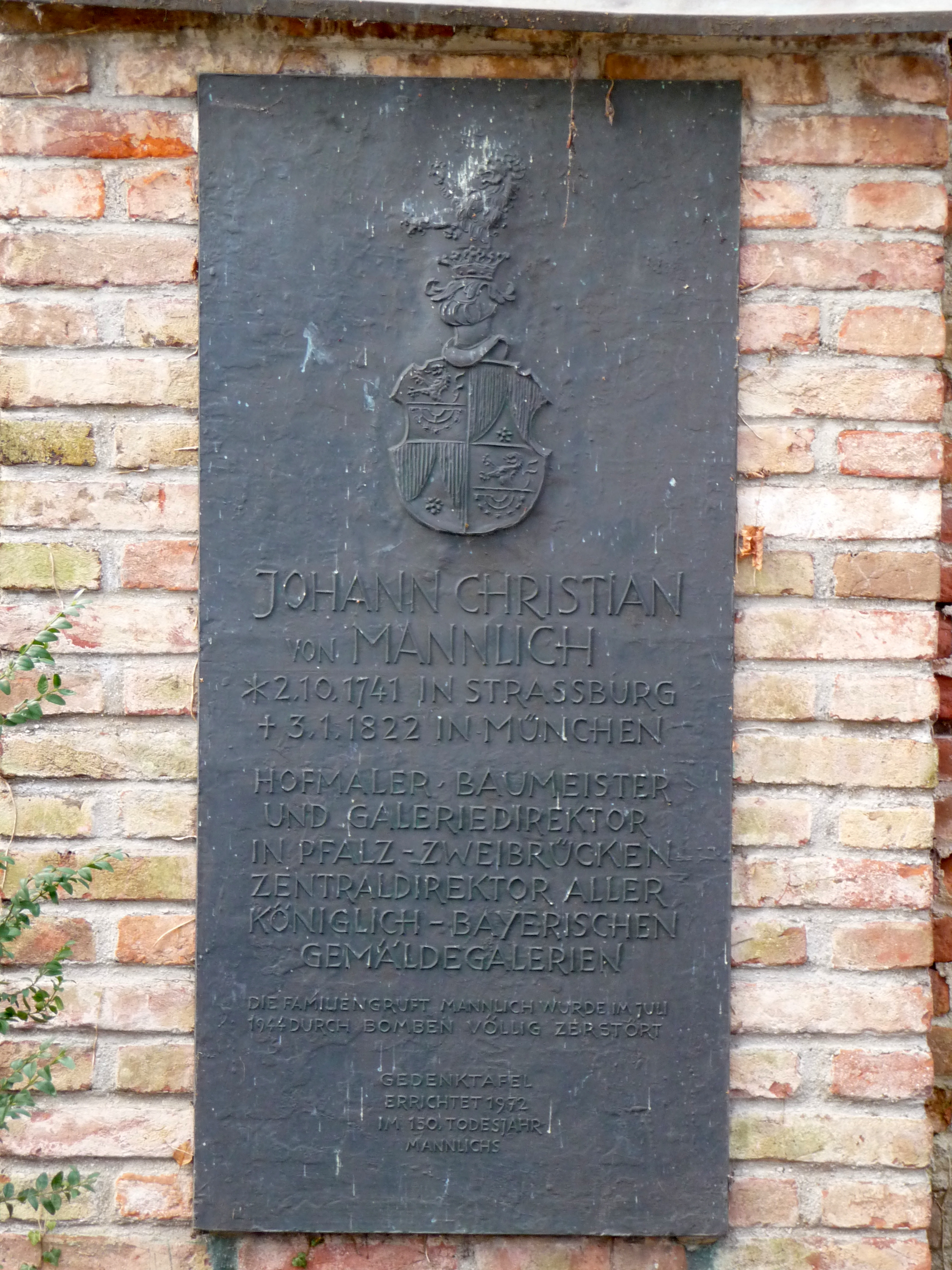
Placa de mormânt a lui Johann Christian von Mannlich din cimitirul Alten Münchner Südfriedhof

Johann Christian von Mannlich (până în 1808: Johann Christian Mannlich; n. 2 octombrie 1741, Strasbourg – d. 3 ianuarie 1822, München) a fost un pictor și arhitect german.

## Viața și opera
Mannlich s-a născut în Straßburg în timpul șederii părinților lui și a crescut în Zweibrücken. Arta picturii a învățat-o de la tatăl său Conrad Mannlich (1700–1758), care a fost pictorul curții sub Christian al IV-lea de Palatin de Zweibrücken. Următoarea sa formare a fost la Academia de Artă, (Mannheimer Zeichnungsakademie), Mannheim precum și în Paris, unde a cunoscut numeroși artiști francezi din perioada rococo, care i-au influnțat stilul său inițial. Mannlich a fost pictorul curții sub Christian al IV-lea de Palatin de Zweibrücken, director constructor general sub Karl al II-lea August, Duce de Zweibrücken precum și director al principalei galeriei sub regele Maximilian I Iosif de Bavaria.
Sub Karl al II-lea August a adunat o însemnată colecție de picturi, care a fost expusă la Castelul Karlsberg (Schloss Karlsberg) în Homburg. Înainte de distrugerea castelului, la 28 iulie 1793 de către trupele Revoluției franceze, Mannlich a salvat, printre altele, colecția de picturi, biblioteca, colecția de arme, mobila, și tapițeria.
Galeria de picturi a ajuns la Mannheim iar în final la München, la Alte Pinakothek.
Mannlich a fost director constructor general sub Contele de Zweibrücken și arhitectul principal din Karlsberg. El descrie în autobiografia sa, principalele surse despre Karlsberg și despre ultimii prinți de Palatin de Zweibrücken. Din claririle construite sub proiectele sale în stil neoclasicism nu s-a mai păstrat nimic.
Ofițerul bavarez Carl von Mannlich (1787–1832) a fost fiul său.

## Ultimele rămășițe
Johann Christian von Mannlich este îngropat în Alten Münchner Südfriedhof, München.

## Clădiri care amintesc de Johann Christian von Mannlich
În casa în care a locuit Mannlich, în Zweibrücken, „Mannlichhaus“ (Herzogstraße 8), s-a amenajat în anul 1986 o casă memorială. Câteva din picturile sale se găsesc expuse în Edelhaus în Schwarzenacker. În Homburg se află un gimnaziu care îi poarta numele, „Christian von Mannlich-Gymnasium”. 
Asociația Bund der Pfalzfreunde decerne din anul 1974 premiul Johann Christian von Mannlich-Preis pentru pictură, sculptură, grafică, fotografie.

## Opere
- Histoire de ma vie. Hrsg.: Karl-Heinz Bender und Hermann Kleber, 2 Bde., Trier 1989–1993 ISBN 3-87760-700-4
- Rokoko und Revolution, Mittler Verlag, Berlin, 1913, 568

## Literatură
- de Hyacinth Holland: Mannlich, Johann Christian von, articol din: Allgemeine Deutsche Biographie (ADB). Volumul 20, Leipzig, 1884, p. 207–209.
- de  Berthold Roland: Mannlich, Johann Christian von. In: Neue Deutsche Biographie (NDB). Band 16. Duncker & Humblot, Berlin 1990, p. 74 f. (full text online)
- Karl-Theodor Stahl: Conrad Mannlich 1700–1758. Johann Christian von Mannlich 1741–1822. Neu entdeckte und wieder aufgefundene Werke 1978–1988. Kunsthandlung Karl-Theodor Stahl, Mannheim 1989